# Thaddäus Stahler

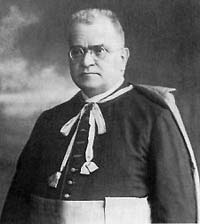
Domkapitular Thaddäus Stahler, Vorsitzender des Bayerischen Klerusverbandes.

Thaddäus Stahler (* 26. September 1857 in Geinsheim; † 14. September 1938 in Würzburg) war ein katholischer Priester, aus dem Bistum Speyer, Domkapitular,  Dompropst und Domdekan der Diözese Würzburg, sowie Päpstlicher Hausprälat und langjähriger Vorsitzender des Bayerischen Klerusverbandes.

## Leben

### Herkunft

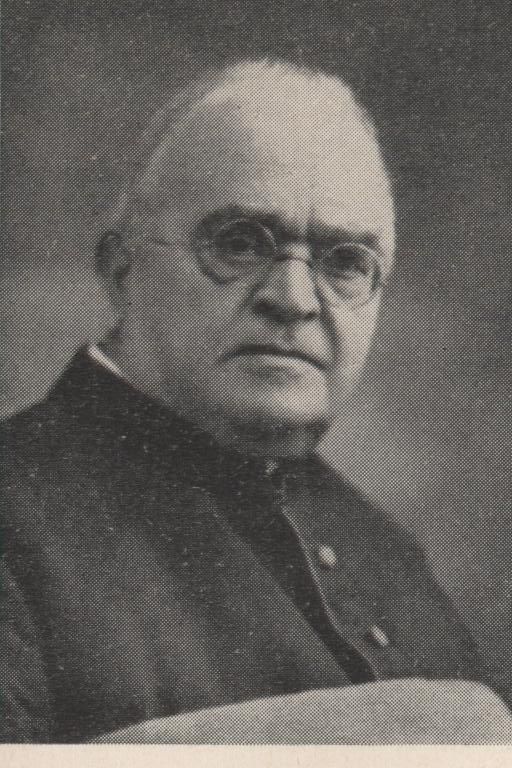
Prälat Thaddäus Stahler, ca. 1930

Thaddäus Stahler wurde in Geinsheim als Sohn der Eheleute Friedrich Stahler und Klara geb. Schreiner (aus Harthausen stammend) geboren. Der Vater war Schneider von Beruf.
Geinsheim ist religiös stark geprägt und aus dem Dorf gingen im Laufe der Geschichte bereits zahlreiche Priester und Ordensleute hervor. Auch Thaddäus Stahler strebte den geistlichen Beruf an, konnte jedoch in Speyer nicht ins Seminar eintreten, da dort ein Überfluss an Alumnen herrschte. Auf Anraten und Vermittlung von Franziskanerpater Konrad Eupel (1874 Pfarrverweser in Geinsheim) trat der junge Mann stattdessen ins Seminar des Bistums Würzburg ein.

### Priester und Domherr in Würzburg
Am  31. Juli 1881 erhielt er in Würzburg die Priesterweihe und blieb auch weiterhin in diesem Sprengel.
Zunächst wirkte Stahler als Kaplan in den fränkischen Gemeinden in Arnshausen (heute Ortsteil von Bad Kissingen), Forst und Gerolzhofen.
Ab 1885 ging er als Präfekt an das Studienseminar zu Aschaffenburg; 1891 avancierte er dort zum Stadtpfarrer an der Kirche „Unsere Liebe Frau“. Hier war Stahler – als Kind armer Leute – verstärkt in der Arbeiterseelsorge tätig, 10 Jahre lang wirkte er auch als Präses der Katholischen Arbeitervereine in der Diözese Würzburg.
1912 erhielt der Pfälzer Priester seine Ernennung zum Würzburger Domkapitular und er betätigte sich im Vorstand des Zentralkomitees für die Organisation der Deutschen Katholikentage.  Stahler wurde 1921 Dompropst, ebenso Päpstlicher Hausprälat, 1933 Domdekan. Der Domherr betreute zudem zwischen 1914 und 1936 als Geistlicher Direktor die „Zeller Schwestern“ im nahen Kloster Oberzell.

### Vorsitzender des Klerusverbands
Thaddäus Stahler engagierte sich bei der Gründung der Standesvertretung Bayerischer Priester, dem immer noch existierenden „Bayerischen Klerusverband“, als dessen 1. Vorsitzender er zwischen 1919 und 1933 wirkte und dadurch überregionale Bekanntheit erlangte. In dem Jubiläumsbuch „Der bayerische Klerus in der Zeit dreier Revolutionen 1918-1933-1945;  25 Jahre Klerusverband“ ist Stahler deshalb ein eigenes Kapitel gewidmet. Anlässlich seines goldenen Weihejubiläums, 1931, würdigte ihn der Initiator des Klerusverbandes, Kardinal Michael von Faulhaber mit den Worten: „Dass die Priestervereine reibungslos feste Gestalt angenommen haben, und - was die Hauptsache ist - über das bloße Organisieren hinausgekommen sind und tatsächlich für unseren Klerus in geistlicher und wirtschaftlicher Hinsicht ein Segen wurden, ist Dein großes Verdienst.“
Domdekan Stahler blieb seiner Pfälzer Heimat bzw. der Speyerer Heimatdiözese zeitlebens eng verbunden und er pflegte intensive Kontakte hierher. Der Bayerische Klerusverband – der auch die Standesvertretung der Speyerer Priester ist – stiftete dem Gründungsvorsitzenden nach seinem Tod eine Gedenktafel im Eingangsbereich der Geinsheimer Kirche. Darauf steht u. a. die schöne Charakterisierung: „...eine der markantesten Persönlichkeiten des bayerischen Klerus, dessen Wirken sich jedoch nicht laut vor der breiten Öffentlichkeit vollzog“.